# Егон фон Найндорфф
Егон фон Найндорфф (нім. Egon von Neindorff; 12 вересня 1892, Кобленц — 15 квітня 1944, Тернопіль) — німецький воєначальник, генерал-лейтенант Вермахту (1 квітня 1944). Кавалер Лицарського хреста Залізного хреста з дубовим листям.

## Біографія
Учасник Першої світової війни. Після демобілізації армії залишений у райхсвері, служив у піхоті. З 1 вересня 1939 року — командир 456-го, з 10 січня 1940 року — 433-го піхотного полку. Учасник Французької і Балканської кампаній, після останньої його полк був залишений в Югославії, а в листопаді 1941 року переведений на Крит. З липня 1942 року — командир 1-ї фортечної бригади «Крит». З 20 вересня 1942 року — командир 189-ї резервної, з 1 травня 1943 року — 356-ї піхотної, з 15 травня 1943 року — 189-ї резервної дивізії. З 5 жовтня 1943 року — командир 216-ї, з 16 грудня 1943 року — 6-ї, з 17 січня 1944 року — 36-ї піхотної дивізії. З 22 січня 1944 року — комендант Тернополя. Загинув у бою.

## Нагороди
- Залізний хрест 2-го і 1-го класу
- Орден Заслуг (Саксонія), лицарський хрест 2-го класу з мечами
- Орден Альберта (Саксонія), лицарський хрест 2-го класу з мечами
- Орден дому Саксен-Ернестіне, лицарський хрест 2-го класу з мечами
- Військовий орден Святого Генріха, лицарський хрест
- Хрест «За військові заслуги» (Австро-Угорщина) 3-го класу з військовою відзнакою
- Військова медаль (Османська імперія)
- Орден «За хоробрість» 4-го ступеня, 2-й клас (Болгарія)
- Нагрудний знак «За поранення» в чорному
- Почесний хрест ветерана війни з мечами
- Медаль «За вислугу років у Вермахті» 4-го, 3-го, 2-го і 1-го класу (25 років)
- Застібка до Залізного хреста
  - 2-го класу
  - 1-го класу (2 квітня 1944)
- Двічі відзначений у Вермахтберіхт (2 і 18 квітня 1944)
- Лицарський хрест Залізного хреста з дубовим листям
  - лицарський хрест (4 квітня 1944)
  - дубове листя (№ 457; 17 квітня 1944, посмертно)